# Àngel Carbonell i Pera
Àngel Carbonell i Pera (Badalona, 1877 - Barcelona, 1940) fou un clergue i escriptor català.
Després de ser el director literari de l'editorial catòlica Subirana, el 1918 fou nomenat passioner, fet pel qual havia de tenir cura de la gent amputada o sense mobilitat i, en general, dels pobres de la parròquia de Sant Josep, a l'antic barri xinès de Barcelona, que era el més marginal de la ciutat en aquells temps. Fruit d'aquest treball pastoral es va sensibilitzar per la problemàtica social dels desemparats i per això va publicar El colectivismo y la ortodoxia católica el 1928, escrit que suscità una àmplia polèmica per apartar-se del punt de vista catòlic més tradicional i conservador. El 1940, després de la persecució religiosa de la Guerra Civil de 1936- 1939, va publicar Cartas de combate en defensa de la fe, dirigidas a las juventudes cristianas. Poc després traspassà.